# Muntar Alam Baru
Muntar Alam Baru is een bestuurslaag in het regentschap Lahat van de provincie Zuid-Sumatra, Indonesië. Muntar Alam Baru telt 342 inwoners (volkstelling 2010).